# Аль-Ганнуши, Рашид
Ра́шид аль-Ганну́ши (араб. راشد الغنوشي‎; род. 22 июня 1941, Хама, Тунис) — тунисский политический и партийный деятель, лидер тунисской партии Возрождения.

## Биография
Родился в Тунисе 22 июня 1941 года. Учился сначала на родине, затем в других странах, в частности, во Франции в Сорбонне, в 1969 году вернулся в Тунис.
В 1979 году организовал движение, которое позднее — в 1988 году — получило название Движение возрождения.
В 1991 году вынужден был покинуть страну. С 1991 года по 2011 год жил в Великобритании. В конце января 2011 года после произошедшей в Тунисе революции вновь вернулся на родину.
13 ноября 2019 года избран председателем Собрания народных представителей.
В апреле 2023 года мировые СМИ опубликовали новость о аресте аль-Ганнуши. 15 мая его приговорили к году тюремного заключения по обвинению в пособничестве террористическим организациям.
1 февраля 2024 года Рашид Ганнуши был приговорён судом Туниса к трём годам тюремного заключения за незаконное иностранное финансирование.